# Григорьево (Владимирская область)
Григо́рьево — село в Гусь-Хрустальном районе Владимирской области России, административный центр Григорьевского сельского поселения.

## География
Село расположено в 31 км на юго-восток от Гусь-Хрустального, ж/д станция Заколпье на линии Москва—Муром.

## История
Приходская церковь в селе в первый раз построена была в 1879 году. Каменная церковь построена на собранные от разных лиц средства в 1892 году. Престол в ней был один — в честь Воздвижения Животворящего Креста Господня. В селе Григорьеве при церкви имелась церковно-приходская школа, учащихся в 1897 году было 42.
До революции в составе Заколпской волости Меленковского уезда, с 1926 года — в составе Гусевского уезда. В 1926 году в селе было 143 двора.
С 1929 года село являлось центром Григорьевского сельсовета Гусь-Хрустального района Владимирского округа Ивановской Промышленной области, с 1936 года — в составе Ивановской области, с 1944 года — в составе Владимирской области, с 2005 года — центр Григорьевского сельского поселения.

## Население
| 1859 | 1905 | 1926 | 2002 | 2010 | 2021 |
| ---- | ---- | ---- | ---- | ---- | ---- |
| 330  | ↗530 | ↗775 | ↘542 | ↗586 | ↗831 |

## Инфраструктура
В годы советской власти в селе располагалась центральная усадьба колхоза «Рассвет». В настоящее время действует Григорьевская средняя общеобразовательная школа.

## Достопримечательности
В селе находится Церковь Воздвижения Креста Господня (1850 год).